# Lispocephala difficilis
Lispocephala difficilis är en tvåvingeart som beskrevs av Hardy 1981. Lispocephala difficilis ingår i släktet Lispocephala och familjen husflugor. Inga underarter finns listade i Catalogue of Life.